# I Don't
I Don't è un singolo della cantautrice statunitense Mariah Carey in collaborazione con il rapper YG. È stato pubblicato il 3 febbraio 2017 dalla Epic Records. Il brano ha raggiunto la posizione numero 89 della Billboard Hot 100, la classifica dei singoli di maggior successo negli Stati Uniti.

## Video musicale
Nel video ufficiale della canzone, pubblicato in contemporanea al singolo il 3 febbraio 2017, Mariah canta in una villa fra auto di lusso, alla fine della clip si vede la cantautrice bruciare l'abito da sposa che aveva scelto per le imminenti nozze con il miliardario australiano James Packer, poi annullate a causa della fine della relazione fra i due.

## Remix
Il 24 marzo è stato pubblicato il remix del brano con la partecipazione della rapper statunitense Remy Ma.

## Tracce
Download digitale
1. I Don't (feat. YG) – 4:16 (Mariah Carey, Keenon Jackson, Donell Jones, Kyle West)

Download digitale - Remix
1. I Don't (feat. Remy Ma e YG) – 3:42